# Diplobicellariella serpens
Diplobicellariella serpens är en mossdjursart som beskrevs av Jean-Loup d'Hondt 1987. Diplobicellariella serpens ingår i släktet Diplobicellariella och familjen Candidae. Inga underarter finns listade i Catalogue of Life.